# Meliboeus skulinai
Meliboeus skulinai es una especie de escarabajo del género Meliboeus, familia Buprestidae. Fue descrita científicamente por Obenberger en 1940.